# 神奈川県立小田原高等学校
神奈川県立小田原高等学校（かながわけんりつ おだわらこうとうがっこう）は、神奈川県小田原市城山に所在する県立高等学校。
略称は「小田高(おだこう)」

## 設置学科
全日制課程
- 単位制 普通科

定時制課程
- 単位制 普通科

## 概要
神奈川県で2番目の旧制中学校・神奈川県第二中学校として、1900年（明治33年）に設立された。所在地一体は八幡山と呼ばれる場所で、中世には小田原城が存在した場所である。5代目新校舎建設の際、建築予定地から中世の堀跡など城の遺跡が発見されたため、建築が延期になった。一部市民団体などから校地の遺跡公園化を求める声も聞かれたが、現地での新校舎建築が決まった。校地の南側には、シラカシ(Quercus myrsinifolia)、クスノキ(Cinnamomum camphora)などからなる照葉樹林が広がり、1971年（昭和46年）3月30日に「神奈川県立小田原高等学校の樹叢（じゅそう）」として神奈川県の天然記念物に指定されている。
2006年度（平成18年度）から2012年度（平成24年度）までは、入学者選抜の後期選抜では、学力検査で国語、数学、英語において学校独自作成問題が導入されていた。また2007年（平成19年）には、神奈川県教育委員会が県立高校の進学実績向上という目標を明確化するため「学力向上進学重点校」10校を指定し、小田原高校もそのうちの1校に選ばれた。

## 沿革
- 1822年 （文政5年） - 小田原藩が藩校“集成館”を創設。場所は現在の小田原市立三の丸小学校（小田原市本町・小田原城の南側）校地。
- 1900年（明治33年） - 集成館を前身に、“神奈川県第二中学校”が神奈川県内２番目の旧制中学校として設置認可。これをもって正式な創立年とする。
- 1901年（明治34年） - “神奈川県第二中学校”開校。初代校長吉田庫三（吉田松陰の甥、松下村塾で学んだ）。所在地は緑町（現在の小田原駅付近）。現在小田原駅東口に「小田原高等学校発祥之地」の石碑が建っている。4月28日に開校式を実施したことからこの日が開校記念日となる。
- 1901年 - 神奈川県立第二中学校と改称。
- 1904年 - 第2代校長として阿部宗孝就任（-1922年）
- 1913年（大正2年） - 神奈川県立小田原中学校と改称。
- 1914年 - 小田原駅開設（1920年開業）に伴い、小田原城址であり宮内省の御料地でもあった八幡山（現在地）へ移転。
- 1923年 - 関東大震災により校舎半壊。
- 1927年（昭和2年） - 神奈川県第二中学校開校から3代目となる新校舎落成。
- 1948年（昭和23年） - 神奈川県立小田原高等学校と改称。
- 1964年 - 4代目となる新校舎落成。
- 2004年（平成16年） - 神奈川県立小田原城内高等学校と統合、単位制高等学校となる。
- 2007年 - 5代目となる新校舎落成。 県教育委員会から「学力向上進学重点校」10校のうちの1校に指定される。
- 2013年 - 「学力向上進学重点校」に継続して指定される。
- 2018年 - 「学力向上進学重点校エントリー校」に指定される。

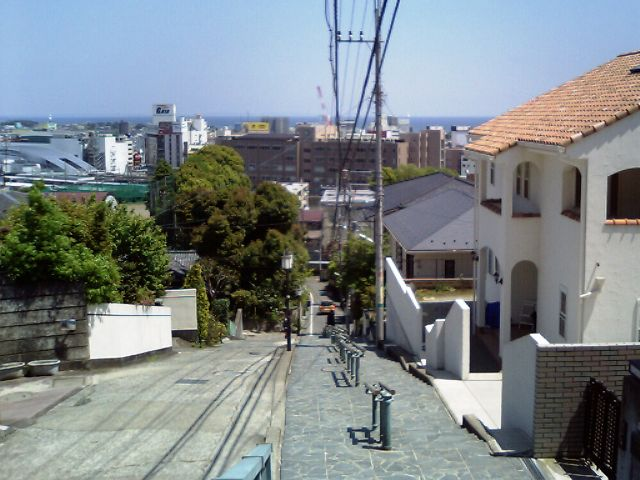
「百段坂」とその上からの小田原市街の眺望

## 交通
鉄道
- JR小田原駅、小田急小田原駅、伊豆箱根鉄道大雄山線小田原駅より徒歩約12分。

バス
- 小田原駅東口より箱根登山バス競輪場経由「水之尾口」行又は「いこいの森」行で小田原高校前バス停下車。

## 著名な関係者

### 教職員
- 吉田庫三（初代校長、吉田松陰の甥、松下村塾で学んだ）
- 阿部宗孝（第二代校長、後に東京府立第六中学校（現：東京都立新宿高等学校）初代校長、満州国・師道大学学長）
- ジョン・ムーア・アリソン（外交官、駐日アメリカ合衆国大使）

### 出身者
皇族
- 閑院宮春仁王（皇族、陸軍少将）

政治家・官僚
- 河野一郎（副総理、農林大臣、建設大臣、自由民主党幹事長、内閣総理大臣の有力候補だったが急逝、河野洋平の父、河野太郎の祖父）
- 小金義照（郵政大臣、商工省局長）
- 内藤誉三郎（文部大臣、文部事務次官、大妻女子大学学長）
- 河野謙三（参議院議長、河野一郎の弟）
- 永山時雄（通商産業省官房長、昭和石油社長、経団連副会長 、 白洲次郎との「通商産業省」創設のやりとりが有名）
- 近藤道生（国税庁長官、博報堂社長）
- 安藤裕康（内閣官房副長官補（外政担当）、駐イタリア大使、国際交流基金理事長）
- 吉川伸治（神奈川県副知事、神奈川県内広域水道企業団企業長）
- 中井一郎（元小田原市長）
- 守屋輝彦（元小田原市長）
- 加藤憲一（小田原市長）
- 内藤喜文（湯河原町長）

学者・技術者・医師
- 相田二郎（歴史学者、東京帝国大学史料編纂官）
- 天野郁夫（教育社会学者、東京大学名誉教授）
- 所澤保孝（教育学者、関東学院大学人間環境学部教授）
- 山本哲三（経済学者、早稲田大学名誉教授）
- 大内秀明（経済学者、東北大学名誉教授）
- 中村哲（経済学者、京都大学・福井県立大学・鹿児島国際大学名誉教授）
- 岡部進（数学者、元日本大学教授）
- 臼井隆一郎（ドイツ文学者、東京大学名誉教授
- 小澤俊夫（ドイツ文学者、筑波大学名誉教授）
- 瀬戸宏（中国文学者、摂南大学名誉教授）
- 開澤栄相（経済学者、青山学院大学名誉教授）
- 松本俊彦（精神科医）
- 青木淳（建築家）
- ヨコミゾマコト（建築家）

作家・芸術家
- 尾崎一雄（芥川賞作家）
- 大田黒元雄（音楽評論家）
- 北原武夫（作家）
- 牧野信一（作家）
- 川崎長太郎（作家、中退）
- 森谷明子（小説家）[3]
- 山田太一（脚本家）
- 真船一雄（漫画家）
- 飴屋法水（演出家）
- 巻上公一（音楽家）
- 佐々木忠次（舞台監督、東京バレエ団創設者：旧制小田原中学校から東京の本郷中学校に転校）

テレビ・マスコミ
- 新谷保志（元日本テレビアナウンサー）
- 小澤康喬（NHKアナウンサー）
- 久能靖（フリーアナウンサー）
- 原田悦志（日本国際放送チーフ・プロデューサー）

企業家・経済人
- 杉田力之（第一勧業銀行元会長兼頭取（最後の頭取）、みずほホールディングス初代社長　）
- 磯崎功典 (キリンホールディングス社長)
- 瀬戸薫（ヤマト運輸社長）
- 瀧本泰行（エアトリインターナショナル創業者）
- 山本忠人（富士ゼロックス社長）
- 普川茂保 （日本信託銀行社長・会長）
- 石井明（テレビ神奈川社長）

俳優・歌手
- 郷田ほづみ（俳優）
- 平光琢也（俳優）
- 合田雅吏（俳優）
- 小宮孝泰（俳優）
- 北村昌士（音楽評論家・ミュージシャン）
- 柳家三三（落語家）
- スベリー杉田（お笑い芸人）

スポーツ選手
- 磯部健雄（元プロ野球選手）
- 青木智史（元プロ野球選手）
- 平林久和（ライター・ジャーナリスト、インターラクト社長）
- 松下祐樹（陸上選手）